# چوز مالال
چوز مالال (به اسپانیایی: Chos Malal) یک منطقهٔ مسکونی در آرژانتین است که در Chos Malal Department واقع شده‌است. چوز مالال ۱۳٬۰۹۲ نفر جمعیت دارد و ۹۷۴ متر بالاتر از سطح دریا واقع شده‌است.